# Kabinett Bayar II
Das Kabinett Bayar II war die zehnte Regierung der Türkei, die vom 11. November 1938 bis zum 25. Januar 1939 von Celâl Bayar geführt wurde.
Bei der Parlamentswahl zur türkischen Nationalversammlung am 8. Februar 1935 war nur Mustafa Kemal Atatürks Cumhuriyet Halk Partisi zugelassen. Mit der Regierungsbildung wurde der bisherige Ministerpräsident İsmet İnönü beauftragt. Während sich Atatürk verstärkt aus dem Tagesgeschäft zurückzog, übernahm İnönü immer mehr Kontrolle über die Regierungsgeschäfte und auch die Parteiangelegenheiten der CHP. Nur wenn Atatürk Entscheidungen der Regierung nicht gefielen, handelte er sofort und dann auch über seinen Ministerpräsidenten hinweg. Im September 1937 kam es zum Bruch als Atatürk dem türkischen Außenminister Weisungen gab, die denen von İnönü direkt entgegenstanden. İnönü beschwerte sich daraufhin und wurde von Atatürk zum Urlaub aus „gesundheitlichen Gründen“ gedrängt. Wenige Tage später übernahm Wirtschaftsminister Bayar das Amt des Ministerpräsidenten erst kommissarisch, am 25. Oktober 1937 dann endgültig.
Am 10. November 1938 starb Atatürk in Istanbul. Schon am folgenden Tag wurde İsmet İnönü von der Großen Nationalversammlung der Türkei zum neuen Staatspräsidenten gewählt. In der Folge wurde die Regierung aufgelöst und Bayar wieder mit der Regierungsbildung beauftragt. Dabei veränderte Bayar sein Kabinett kaum. Innenminister Şükrü Kaya und Außenminister Tevfik Rüştü Aras mussten Refik Saydam und Şükrü Saracoğlu weichen. Die Politik Atatürks setzte sich im Wesentlichen fort.

## Regierung
| Titel                                                     | Name            | Partei | Amtszeit |
| --------------------------------------------------------- | --------------- | ------ | -------- |
| Ministerpräsident                                         | Celâl Bayar     | CHP    |          |
| Justizminister                                            | Fikret Sılay    | CHP    |          |
| Verteidigungsminister                                     | Naci Tınaz      | CHP    |          |
| Innenminister                                             | Faik Öztrak     | CHP    |          |
| Außenminister                                             | Şükrü Saracoğlu | CHP    |          |
| Finanzminister                                            | Fuat Ağralı     | CHP    |          |
| Bildungsminister                                          | Hasan Ali Yücel | CHP    |          |
| Minister für öffentliche Arbeiten                         | Ali Çetinkaya   | CHP    |          |
| Gesundheitsminister                                       | Hulusi Alataş   | CHP    |          |
| Minister für Zölle und Monopole                           | Ali Rana Tarhan | CHP    |          |
| Wirtschaftsminister                                       | Hüsnü Çakır     | CHP    |          |
| Minister für Landwirtschaft und dörfliche Angelegenheiten | Muhlis Erkmen   | CHP    |          |